# Renato Righetto
Renato Righetto (Campinas, 30 gennaio 1921 – Campinas, 18 novembre 2001) è stato un arbitro di pallacanestro brasiliano, membro del FIBA Hall of Fame dal 2007.

## Carriera
Architetto di professione, ha diretto a livello internazionale oltre 800 incontri tra il 1960 ed il 1977. È stato presente a quattro edizioni dei Giochi olimpici: 1960, 1964, 1968 e 1972, arbitrando 3 finali olimpiche (fa eccezione il 1964). Ha inoltre arbitrato al Mondiale femminile 1971 ed ai Giochi panamericani del 1967 e 1971. Righetto è rimasto celebre anche per gli eventi legati alla controversa finale olimpica del 1972. Si è ritirato ufficialmente nel 1977, ed è morto nel 2001 in seguito alla malattia di Alzheimer.